# Schnaderhüpfel
Schnaderhüpfel är ett slags hos de tyska och österrikiska alpborna bruklig, oftast improviserad dansvisa av erotiskt eller satiriskt innehåll, bestående av ett par fyraradiga strofer, sjungna av två motparter på en stillsam melodi, som brukar varieras mycket och avslutas med joddlande.